# NR-1 (експериментальний тип АПЧ США)
| NR-1                                             | NR-1                                                  | NR-1                                                  |
| ------------------------------------------------ | ----------------------------------------------------- | ----------------------------------------------------- |
| NR-1                                             |                                                       |                                                       |
|                                                  |                                                       |                                                       |
| Американський атомний підводний човен NR-1. 2007 |                                                       |                                                       |
| Верф                                             | Electric Boat (General Dynamics), Гротон, Коннектикут | Electric Boat (General Dynamics), Гротон, Коннектикут |
| Під прапором                                     | США                                                   | США                                                   |
| Порт приписки                                    | Нью-Лондон                                            | Нью-Лондон                                            |
| Закладений                                       | 10 червня 1967                                        | 10 червня 1967                                        |
| Спуск на воду                                    | 25 січня 1969                                         | 25 січня 1969                                         |
| Введений до складу флоту                         | 27 жовтня 1969                                        | 27 жовтня 1969                                        |
| Виведений зі складу флоту                        | 21 листопада 2008 року виведений зі складу флоту      | 21 листопада 2008 року виведений зі складу флоту      |
| На службі                                        | 1969–2008                                             | 1969–2008                                             |
| Сучасний статус                                  | 2008 року утилізований                                | 2008 року утилізований                                |
| Бойовий досвід                                   | Холодна війна                                         | Холодна війна                                         |
| Проєкт                                           |                                                       |                                                       |
| Тип ПЧ                                           | експериментальний атомний підводний човен             | експериментальний атомний підводний човен             |
| Основні характеристики                           |                                                       |                                                       |
| Швидкість (надводна)                             | 4,5 вузли (8,3 км/год)                                | 4,5 вузли (8,3 км/год)                                |
| Швидкість (підводна)                             | 3,5 вузли (6,5 км/год)                                | 3,5 вузли (6,5 км/год)                                |
| Гранична глибина занурення                       | 910 м                                                 | 910 м                                                 |
| Автономність плавання                            | 210 діб                                               | 210 діб                                               |
| Екіпаж                                           | 13 осіб                                               | 13 осіб                                               |
| Розміри                                          |                                                       |                                                       |
| Довжина найбільша (по КВЛ)                       | 45 м                                                  | 45 м                                                  |
| Ширина корпусу найб.                             | 3,8 м                                                 | 3,8 м                                                 |
| Середня осадка (по КВЛ)                          | 4,6 м                                                 | 4,6 м                                                 |
| Водотоннажність надводна                         | 400 т                                                 | 400 т                                                 |
| Силова установка                                 |                                                       |                                                       |
| 1 × водно-водяний ядерний реактор                |                                                       |                                                       |
| Озброєння                                        |                                                       |                                                       |

NR-1 (англ. NR-1 — унікальний експериментальний багатоцільовий атомний підводний човен ВМС США. Глибокозанурювальне судно NR-1 було унікальним атомним океанським інженерно-дослідницьким підводним човном. NR-1 був найменшим атомним підводним човном, коли-небудь введеним у дію. Судно було випадково відоме як «Nerwin» і ніколи не було офіційно названо чи введено в експлуатацію під цим ім'ям.
NR-1 був закладений 10 червня 1967 року на верфі компанії Electric Boat (General Dynamics) у Гротоні, в штаті Коннектикут, де 25 січня 1969 року корабель був спущений на воду. 27 жовтня 1969 року він увійшов до складу ВМС США.
Основним призначенням NR-1 визнався пошук, відновлення об'єктів, геологічні та океанографічні дослідження, а також встановлення та обслуговування підводного обладнання. NR-1 мав унікальну можливість залишатися на одному місці та повністю картографувати або шукати територію з високим ступенем точності, і це стало цінним надбанням у кількох випадках.
У 1970-х і 1980-х роках NR-1 виконував численні секретні місії, пов'язані з підняттям об'єктів з дна моря. Ці місії залишаються засекреченими, але деякі деталі були оприлюднені. Одна публічно визнана місія в 1976 році полягала в тому, щоб відновити частини F-14, які були втрачені з палуби авіаносця і затонули принаймні з однією ракетою класу «повітря-повітря» AIM-54A Phoenix. Секретність, характерна для операцій підводних човнів американського флоту, була посилена особистою участю Ріковера, і він ділився деталями операцій NR-1 лише в разі потреби. Ріковер вважав за потрібне будівництво невеликого флоту підводних човнів типу NR-1, але через бюджетні обмеження було побудовано лише один.
Після втрати шатла «Челленджер» у 1986 році NR-1 використовувався для пошуку, ідентифікації та відновлення критично важливих частин корабля «Челленджер». Він міг залишатися на морському дні, не спливаючи часто, і був основним інструментом для пошукових робі у глибоководних акваторіях. NR-1 залишався під водою та продовжував роботи, навіть коли важка погода та бурхливе море вражали цей район і змусили всі інші пошукові та аварійні кораблі повернутися в порт.
У 1995 році Роберт Баллард використовував NR-1 і його допоміжне судно MV Carolyn Chouest для дослідження уламків «Британніка», корабля-побратима «Титаніка», який затонув біля берегів Греції, коли служив госпітальним кораблем під час Першої світової війни.
NR-1 було виключено зі списку флоту 21 листопада 2008 року на базі підводних човнів ВМС США в Гротоні, штат Коннектикут, вивантажено ядерне пальне на верфі Портсмутської військово-морської верфі в Кіттері, штат Мен, а потім відправлено на верф ВМС Пьюджет-Саунд для утилізації.